# The Glass Menagerie (1950)
The Glass Menagerie (bra Algemas de Cristal) é um filme de comédia dramática dos Estados Unidos de 1950 dirigido por Irving Rapper, com roteiro baseado na peça The Glass Menagerie, de Tennessee Williams, adaptado por Peter Berneis e pelo próprio autor.
Este filme tem Gertrude Lawrence (que seria biografada em The Star, de 1968) em seu último trabalho no cinema.

## Sinopse
Moça aleijada e solitária (Jane Wyman) vive com o irmão (George Kennedy) e passa os dias vendo um "zoo de vidro" (o glass menagerie do título), até que seu irmão traz um rapaz para conhecê-la.

## Elenco
- Jane Wyman
- Kirk Douglas
- Gertrude Lawrence
- Arthur Kennedy